# Stéphane Carnot
Pour les articles homonymes, voir Carnot.
Stéphane Carnot, né le 10 juillet 1972 à Quimper (Finistère), est un ancien footballeur français, qui a évolué au milieu de terrain.

## Biographie

### Carrière professionnelle

#### Débuts à l'En Avant de Guingamp
Natif de Quimper, dans le Finistère, Stéphane Carnot débute à l'AS Saint-Yvi en 1977 avec son frère aîné Jean-Marc et arrive à l'En Avant de Guingamp en 1985. La même année, il devient international minimes, puis international cadets en 1987. En avril 1987 il fait partie de l'équipe de la Ligue de l'Ouest qui dispute la Coupe nationale des cadets. Il fait ses débuts en professionnels au cours de la saison 1989-1990, en Division 2, puis s'impose comme un titulaire à partir de la saison 1992-1993. Cette saison-là, le club termine 13e du championnat, mais se trouve relégué en National 1 du fait d'une réorganisation de la Division 2.
La saison suivante, le club termine premier de son groupe en National 1 et remonte en Division 2. Titulaire tout au long de la saison, Stéphane Carnot prend une part active à cette remontée.
Au cours de la saison 1994-1995, l'équipe guingampaise termine deuxième du championnat de Division 2 et enchaîne une seconde montée consécutive. Stéphane Carnot et ses coéquipiers, parmi lesquels Stéphane Guivarc'h, Lionel Rouxel et Claude Michel, réalisent une performance majeure dans l'histoire de leur club, qui accède à l'élite du football français pour la première fois de son histoire.
Stéphane Carnot découvre la Division 1 en même temps que son club, au cours de la saison 1995-1996. Son premier match en Division 1, le 19 juillet 1995 contre le FC Martigues, est aussi le premier match de son club parmi l'élite (victoire 2-0). Le club se maintient assez facilement, et Stéphane Carnot est l'un des principaux artisans de cette performance. En fin de saison il fait partie d'une liste de 22 joueurs fournie par la FFF à la FIFA pour les Jeux olympiques 1996, mais ne participe pas au stage préparatoire à Clairefontaine. Il ne s'envole pas non plus pour Atlanta.
Au cours de la saison 1996-1997, les Guingampais se maintiennent une nouvelle fois assez facilement. Ils découvrent la Coupe d'Europe de l'UEFA, après avoir remporté la Coupe Intertoto, mais se font éliminer au premier tour par l'Inter Milan. Ils s'inclinent en finale de la Coupe de France aux tirs au but contre l'OGC Nice : Stéphane Carnot débute ce match comme remplaçant, avant d'entrer en jeu à la 51e minute, puis de rater son tir au but.

#### Expérience avec l'AS Monaco
Stéphane Carnot rejoint ensuite l'AS Monaco, fraîchement championne de France. Il dispute quelques matches de Ligue des Champions, mais son expérience monégasque est globalement mitigée, et il quitte le club de la Principauté au bout d'un an.

#### Passage à l'AJ Auxerre
Stéphane Carnot reste deux années à l'AJ Auxerre, au cours desquelles il est un titulaire habituel. Toutefois, le club auxerrois, qui a perdu ses meilleurs joueurs depuis le titre obtenu en 1996, et les résultats sont plutôt moyens. En août 2000, Guy Roux laisse Stéphane Carnot retourner à l'En Avant de Guingamp, qui vient de retrouver la Division 1.

#### Retour à l'En Avant de Guingamp
Stéphane Carnot dispute alors quatre saisons pleines avec l'En Avant de Guingamp parmi l'élite, notamment la saison 2002-2003, au cours de laquelle le club, avec notamment Florent Malouda et Didier Drogba, obtient le meilleur classement de son histoire (7e).
Malheureusement, le club est relégué en 2004. À la suite de cet échec, Stéphane Carnot quitte le club et rejoint l'Entente Sannois-Saint-Gratien.

#### Fin de carrière à l'Entente Sannois-Saint-Gratien
Stéphane Carnot reste deux saisons dans le club banlieusard parisien, en National, avant de mettre un terme à sa carrière.

### Profil du joueur
Stéphane Carnot évoluait principalement au poste de meneur de jeu. Il était notamment connu pour sa bonne frappe de balle, qui lui permettait de marquer de nombreux buts sur des frappes lointaines.

### Reconversion
Il est membre de la cellule de recrutement de l'En Avant de Guingamp depuis 2006 et il est entraîneur pour l'équipe de Bretagne qu'il conduit avec Serge Le Dizet à une victoire 3-1 contre le Congo en mai 2008.

## Clubs successifs
- 1991-1997 : EA Guingamp
- 1997-1998 : AS Monaco
- 1998-2000 : AJ Auxerre
- 2000-jan 2005 : EA Guingamp
- jan 2005-2006 : Entente Sannois Saint-Gratien[5],[6]

## Palmarès

### En club
- Vainqueur du Trophée des Champions en 1997 avec l'AS Monaco
- Vainqueur de la Coupe Intertoto en 1996 avec l'EA Guingamp
- Finaliste de la Coupe de France en 1997 avec l'EA Guingamp
- Finaliste de la Coupe Intertoto en 2000 avec l'AJ Auxerre
- Vice-champion de France de Division 2 en 1995 avec l'EA Guingamp
- Vice-champion de France de National 1 en 1994 avec l'EA Guingamp

### Distinctions individuelles
- Meilleur buteur de l'histoire de l'En Avant Guingamp en Ligue 1 (29 buts)
- Membre de l'équipe du siècle de l'En Avant Guingamp composée par les lecteurs du journal Ouest-France [7]